# Beaumont (Corrèze)
Beaumont település Franciaországban, Corrèze megyében. Lakosainak száma 115 fő (2022. január 1.). Beaumont Chamboulive, Le Lonzac, Madranges, Orliac-de-Bar, Saint-Augustin és Saint-Salvadour községekkel határos.

## Népesség
A település népességének változása:
| Lakosok száma | 208  | 160  | 134  | 124  | 113  | 115  | 114  | 110  | 112  | 115  |
|               | 1968 | 1982 | 1990 | 2006 | 2013 | 2015 | 2017 | 2019 | 2020 | 2022 |